# Las Tors
Las Tors (en occità Las tors, en francès Lastours) és un municipi del departament de l'Aude a la regió francesa d'Occitània. En aquest municipi s'hi troba el Castell de Lastours.